# João I de Brienne, conde d'Eu
João I de Brienne, conde d'Eu (1250 - Clermont-en-Beauvaisis – 12 de Junho de 1294), foi conde d`Eu.

## Relações familiares
Foi filho de Afonso de Brienne (1225 – 25 de agosto de 1270), conde d'Eu e de Maria de Lusignan (1230 -?), condessa d'Eu filha de Raul de Lusignan (1200 -?) e de Yolanda de Dreux (1200 -?). Casou em 1270 com Beatriz de Châtillon (1257 -?) filha de Guido II de Châtillon e de Matilde de Brabant (1224 -?), de quem teve:
1. Matilde de Brienne (1273 -?) casou em 1290 com Afonso de Lacerda (Valladolid, 1270 – Piedrahita de Castro, 23 de Dezembro de 1344), infante de Castela, Senhor de Alba e Bejar filho de Fernando de La Cerda, infante de Castela (Valladolid, 23 de Outubro de 1255 - Ciudad Real, 25 de Julho de 1275) e de Branca de França, princesa de França (Jafa, Palestina, 1253 - Île de France, Paris, 1321), filha do rei Luís IX de França.
2. João II de Brienne, conde d'Eu casou com Joana de Guines, condessa de Guines,
3. Margarida de Brienne (1270 -?) casou com Guido de Thouars, visconde de Thouars,
4. Joana de Brienne (1280 -?) casou por duas vezes, a primeira com Raimundo VI de Turenne e a segunda com Renault de Picquigny, visconde de Amiens,
5. Isabel de Brienne (c. 1270 -?) casou com João II de Dampierre, visconde de Dampierre e de Saint-Dizier.